# 石德
石德（前2世纪—前91年），西汉河内郡温县（今河南温县）人，中国西汉政治人物，石奋之孙，石庆之子。
石庆任丞相时，家人为小吏至二千石官者十三人，此后势衰。太初三年（前102年），石德嗣父石庆为牧丘侯，担任太常。天汉元年（前100年），石德担任太常职务时失法罔上，没有按照法令规定进行祠祭，犯法当死被判罚为完城旦（四年徒刑），赎为庶人，国除。后为太子少傅，巫蛊之祸，他劝太子刘据起兵反抗。刘据派遣使者矫制赦免长安中都官囚徒，命少傅石德及宾客张光等分别率领；最后长安男子景建从莽通擒获石德，将他杀死。
| 前任： 张昌 | 西汉太常 前102年—前100年 | 繼任： 赵弟 |